# Tiara BEST
『Tiara BEST』（ティアラ ベスト）は、日本の歌手・Tiaraのベストアルバム。2013年7月24日に発売された。

## 解説
Tiara初のベストアルバム。シングル曲、コラボレーション曲を中心に構成。
CD＋Bonus Trackの通常盤、CD＋DVDの初回盤の2形態発売。

## 参加アーティスト
Spontania・KG・So'Fly・SEAMO・WISE・YUKA (moumoon)

## 収録曲
1. さよならをキミに...feat.Spontania
2. Love is…with KG
3. もう誰にもとられたくない feat.So'Fly
4. ありがとう。愛してた人 feat. Spontania
5. もう一度だけ
6. 愛しすぎて
7. 好きでいさせて
8. キミがおしえてくれた事feat.SEAMO
9. 時をとめてfeat.WISE
10. WINTER GIFT with MIHIRO 〜マイロ〜
11. 笑顔のキミが好きだから with YUKA from moumoon
12. Precious Love
13. ヒカリ
14. 愛しすぎて 〜Acoustic ver.〜（セルフカバー）
15. さよならをキミに... 〜キミがいた夏〜（新録）